# Volo Sichuan Airlines 8633
Il volo Sichuan Airlines 8633 era un collegamento passeggeri di linea dall'aeroporto Internazionale di Chongqing-Jiangbei all'aeroporto di Lhasa Gonggar, in Cina. Il 14 maggio 2018, un Airbus A319 operante il volo fu costretto a effettuare un atterraggio di emergenza all'aeroporto di Chengdu-Shuangliu dopo il cedimento del parabrezza destro della cabina di pilotaggio. L'incidente è stato adattato nel film del 2019 con il titolo The Captain.

## L'aereo
Il velivolo coinvolto nell'incidente era un Airbus A319-100, numero di serie 4660, registrazione B-6419. Volò per la prima volta l'11 luglio 2011 a seguito del rollout dalla catena di montaggio finale di Airbus a Tianjin, e fu consegnato a Sichuan Airlines il 26 luglio. Prima dell'incidente, l'aeromobile aveva registrato oltre 19 900 ore di volo e 12 920 cicli di decollo-atterraggio. Oltre ai tre piloti, il jet trasportava anche sei membri dell'equipaggio di cabina e 119 passeggeri. L'aeromobile venne riparato e riportato in servizio il 18 gennaio 2019.

## L'equipaggio
I piloti erano: il comandante (PIC) Liu Chuanjian (刘传健), il secondo in comando Liang Peng (梁 鹏) e il primo ufficiale Xu Ruichen (徐瑞辰). Prima di entrare a far parte di Sichuan Airlines nel 2006, Liu lavorò come istruttore di volo per dieci anni presso il Second Aviation College of People's Liberation Army Air Force di Sichuan.

## L'incidente
Il 14 maggio 2018, il volo 8633 decollò dall'aeroporto internazionale di Chongqing Jiangbei alle 06:25 CST (22:25 UTC). Circa 40 minuti dopo la partenza, mentre si trovava sopra la contea di Xiaojin, Sichuan, a 30 000 piedi (9 100 m) di altitudine, il parabrezza anteriore destro cedette e si separò dall'aeromobile causando una decompressione incontrollata. A causa dell'improvvisa decompressione, il "Flight Control Unit" (FCU) si distaccò e venne danneggiato; il forte rumore esterno rese impossibili le comunicazioni. Il copilota, tuttavia, fu in grado di utilizzare il transponder per settare il codice squawk a 7700 (emergenza generica a bordo), avvertendo il controllo dell'aeroporto internazionale di Chengdu Shuangliu sulla loro situazione. A causa del fatto che si trovavano in una regione montuosa, i piloti non furono in grado di scendere ai necessari 8 000 piedi (2 400 m) per compensare la perdita di pressione in cabina. A complicare le cose, ad un'altitudine più bassa era attivo un temporale che il volo aveva inizialmente evitato; i piloti furono costretti a volare attraverso la tempesta poiché era alla più bassa altitudine a cui potevano volare in sicurezza.
Il jet effettuò un atterraggio di emergenza alle 07:42 CST (23:42 UTC), circa 35 minuti dopo, all'aeroporto internazionale di Chengdu Shuangliu. Durante l'atterraggio, tuttavia, l'aereo era in sovrappeso e gli inversori di spinta impiegarono molto tempo per attivarsi. Di conseguenza, l'aereo percorse una distanza maggiore per fermarsi e gli pneumatici esplosero.
Xu, il primo ufficiale, nonostante indossasse una cintura di sicurezza, venne parzialmente risucchiato fuori dall'aereo. Subì abrasioni facciali, una lieve lesione all'occhio destro e una slogatura a un'anca. Anche uno degli assistenti di volo sull'aereo, Zhou Yanwen (周彦雯), subì un infortunio alla vita e ricevette cure. Grazie al design isolante dell'Airbus A319, la temperatura non scese immediatamente nella cabina passeggeri, nonostante la diretta esposizione della cabina di pilotaggio all'ambiente esterno; ciò evitò che si verificassero ipotermie o assideramenti. Il capitano e entrambi i copiloti presenti sul volo rimasero sempre coscienti e non sperimentarono ipossia o altri problemi simili. Nessun altro membro dell'equipaggio o passeggero rimase ferito.

## Le indagini
Venne avviata un'indagine da parte dell'Amministrazione dell'aviazione civile della Cina, alla quale parteciparono anche Airbus e Sichuan Airlines.
Due anni dopo l'incidente, venne pubblicato il final report. Gli investigatori appurarono che la causa più probabile di questo incidente fu un sigillo del parabrezza destro danneggiato, che facilitò l'ingresso del vapore acqueo dall'esterno. L'isolante presente sul cavo di alimentazione del riscaldamento del parabrezza si ridusse, portando alla formazione di un arco elettrico nell'angolo sinistro, in un ambiente umido. L'alta temperatura causata dall'arco danneggiò ulteriormente vetro a due strati, il che provocò una differenza di pressione tra l'interno e all'esterno della cabina di pilotaggio che alla fine fece separare il parabrezza dalla fusoliera.

## Conseguenze
I membri dell'equipaggio vennero accolti come eroi dai media pubblici e al capitano Liu Chuanjian fu assegnato un premio di 5 milioni di yuan (€716 600).
L'equipaggio e i piloti ripresero a lavorare per Sichuan Airlines dopo alcuni giorni e la compagnia aerea continua tuttora a operare il volo 8633 sulla stessa rotta.

## Nella cultura di massa
L'incidente è stato adattato nel film The Captain, diretto da Andrew Lau. Distribuito durante il 70º anniversario della Repubblica Popolare Cinese nel 2019, si è classificato secondo al botteghino durante le festività nazionali. Compare anche nell'episodio Catastrofe in cabina della ventitreesima stagione del documentario Indagini ad alta quota, trasmesso da National Geographic Channel.